# Sun Is Shining (Axwell Ʌ Ingrosso)
Sun Is Shining è un singolo del duo musicale svedese Axwell Ʌ Ingrosso, pubblicato il 12 giugno 2015 ed incluso nel primo album in studio More than You Know.

## Video musicale
Il video musicale, uscito in concomitanza con il brano, è stato girato a Anversa in Belgio ed è stato diretto da Nicolas Caeyers.

## Tracce
Testi e musiche di Axel Hedfors, Sebastian Ingrosso, Salem Al Fakir e Vincent Pontare.
Download digitale
1. Sun Is Shining – 4:14

Download digitale – Remixes
1. Sun Is Shining (Marcus Schossow & Years Remix) – 6:01
2. Sun Is Shining (R3hab Remix) – 3:41
3. Sun Is Shining (M-22 Remix) – 6:03
4. Sun Is Shining (W&W Remix) – 5:14

## Formazione
- Salem Al Fakir – voce, chitarra, pianoforte
- Vincent Pontare – voce
- Axel Hedfors – percussioni, produzione, registrazione
- Sebastian Ingrosso – percussioni, produzione, registrazione

## Classifiche

### Classifiche settimanali
| Classifica (2015) | Posizione massima |
| ----------------- | ----------------- |
| Austria           | 13                |
| Belgio (Fiandre)  | 8                 |
| Belgio (Vallonia) | 16                |
| Danimarca         | 20                |
| Finlandia         | 7                 |
| Francia           | 31                |
| Germania          | 51                |
| Irlanda           | 69                |
| Italia            | 56                |
| Norvegia          | 4                 |
| Paesi Bassi       | 8                 |
| Polonia           | 11                |
| Regno Unito       | 56                |
| Repubblica Ceca   | 31                |
| Russia            | 121               |
| Slovacchia        | 34                |
| Spagna            | 38                |
| Svezia            | 1                 |
| Svizzera          | 41                |
| Ucraina           | 45                |
| Ungheria          | 18                |

### Classifiche di fine anno
| Classifica (2015) | Posizione |
| ----------------- | --------- |
| Belgio (Fiandre)  | 49        |
| Francia           | 197       |
| Paesi Bassi       | 44        |
| Svezia            | 24        |
| Ungheria          | 51        |